# 牧場物語 やすらぎの樹
『牧場物語 やすらぎの樹』（ぼくじょうものがたり やすらぎのき）は、マーベラスインタラクティブから2007年6月7日に発売されたゲームソフト。ジャンルはシミュレーションゲームで、牧場物語シリーズ初のWii専用ソフト。
2006年に開催されたNintendo World 2006 Wii体験会で体験することができた。クラブニンテンドーと連携し、1000名に「ジャンボうしくんぬいぐるみ」がプレゼントされた。

## ゲームシステム
- この作品ならではの要素として、Wiiリモコンを使った釣りなど、初期のWiiソフトだと感じさせるセンサー機能の使用を売りにしている
- Wiiリモコンを使って最大4人でミニゲームを遊ぶことができたり、同様にリモコンのアクションで釣りや牧場仕事までできる

(proコントローラーにも対応しているが、ヌンチャク接続でないとミニゲームを遊ぶことはできない。)
- 新しい動物として、ダチョウとモヌラが追加された。

## 登場キャラクター

### 主人公
男女から選べる。ステキ牧場プランでやってきたという設定。
タケル（デフォルト名/変更可）
声 - 岡本信彦
本作の男性主人公。自然と動物が好きで、困っている人を見過ごせない。誰とでも友達になれるフレンドリーな性格。
アカリ（デフォルト名/変更可）
声 - 木村はるか
本作の女性主人公。元気いっぱいで、明るくボーイッシュ。

### 結婚候補
花婿候補、花嫁候補ともに8人いる。

#### 花婿候補
タオ　　　
漁港で働く釣り人。癒し系。穏やかな人柄でいつも笑顔。自然に囲まれて、昼寝と釣りをするのが好き。
ルーク　　
底抜けに明るい元気な木工職人。お祭りや勝負事に熱くなる熱血漢。「熱血！」「友情！」が大好き。
チハヤ　　
酒場で調理担当をしているウエイター。人に心を開かず常に壁を作っていて、本心をさらけ出さない。
ギル　　　
ハーバル町長の息子。生意気で高慢だがツンデレ。父親思いな面もあり、島を活性化したいと考えている。
ウォン　　
クールで真面目な医者。健康管理には厳しい。時折優しい一面をのぞかせることもある。
オセ　　　
鍛冶屋で働く豪傑な青年。男気にあふれ、頼りになる兄貴系。現在は修行中。
ジュリ　　
彫金家。ナルシスト的な面を持ち、オネエ言葉で話すが、「オカマ」というと怒る。自由奔放で、美的センスにはうるさい。
カルバン　
少年の心を持つ考古学者。島には伝説を調べにやってきた。人はよさそうだが、つかみどころが無い。

#### 花嫁候補
マイ　　　
宿屋の娘。食べることが大好きな明るい女の子で、料理が苦手。
コトミ　　
仕立て屋の娘。内気で人見知りだが、仕立ての腕は一流。
シーラ　　
セクシーな踊り子。両親の喧嘩で家を飛び出す。
パット　　
雑貨屋の娘。発明好き。興味のあることに夢中になると周りが見えなくなる。
リーナ　　
ブラウニー牧場の娘。素朴な明るい家庭的な性格。料理が得意で、趣味は釣り。
キャシー　
酒場の看板娘。面倒見が良い姉御肌。乗馬が趣味。
アニス　　
スフレ農場の娘。おっとりしていてマイペース。
ルーミ　　
仕立て屋の娘。おませなしっかり者。コトミの妹で、仕立てよりも接客のほうが得意。　

#### ライバルカップリング
・タオ×リーナ　　・チハヤ×マイ　　・ウォン×アニス　　・ジュリ×コトミ　　・カルバン×パット
以上のカップリングは、友好度を上げるとライバルイベントが起きる。
ライバルイベントをクリアすると結婚し、子供を産む。

### 町の住人
ハーバル
ワッフルタウンの町長。面倒見が良い。実は五つ子がいるらしい。
ジェイク
宿屋「キルシュ亭」の主人。マイの父。穏やかな紳士で、趣味はガーデニング。
クロエ
元気で明るい女の子。オセのいとこ。
ユバ
宿屋「キルシュ亭」の料理長。マイの祖母。
ブラン
雑貨屋ラスクのおかみさん。パットの母親。楽天家でポジティブな性格。
ポンペイ
船の船長。人が良くて穏やか。
ラクシャ
鍛冶屋の職人親方。オセとクロエの祖父。頑固で気難しく、オセには厳しいが、クロエには甘い。
ハーパー
酒場「キルシュ亭」のマスター。キャシーの父。寡黙な性格。
ルコラ
スフレ農場のおかみさん。アニスの母。やる気のない夫に呆れている。
クレソン
スフレ農場のマスター。アニスの父。女神の大樹が枯れて作物ができなくなり、やる気を失ってしまう。
ハンナ
ブラウニー牧場のおかみさん。リーナの母。陽気でよく笑う性格。
コール
ジェイクの妻。マイの母。物静かで上品な女性。
シモン
雑貨屋ラスクの主人。パットの父親。かなり気弱な性格。
ミオリ
夫を亡くした美人な未亡人。マドンナ的存在。
オズ
漁港で働く釣り職人。タオの叔父。釣り好きで、さらに魚の生態や魚の調理法にも詳しい。
インヤ
クリニックにいる産婆さん。怖そうなお婆さんだが、実は子供好き。
ダイ
山男風の職人親方。ルークの父。酒豪で豪快な性格だが、美人に弱い。
カパラ
ブラウニー牧場のマスター。リーナの父。気さくで明るい性格。
グレイ
『牧場物語2』からのゲストキャラクター。ブラウニー牧場に手伝いに来ている馬の調教師。
エリィ
ケーキ作りの修行で祖母の知り合いのユバの元にやって来た。役場で働いている。
サムソン
南のオオトリ島でココット亭という店を営んでいる。シーラの父。
スオウ
ココット亭のおかみさん。シーラの母。
セラフ
仕立て屋の老主人。コトミとルーミの祖母。
タイム
生意気でイタズラ好き。アニスの弟。
パオ
漁協で雑用係をしている。オズの息子。
ペリン
医者見習いの少年。真面目でおとなしい性格。『わくわくアニマルマーチ』では牧師になっている。
ボアン
木工所で働く少年。ルークの弟弟子。

### 女神様・コロボックル
女神様
ワッフルタウンに住んでいた女神様。大樹が枯れてしまったため、今はどこにいるかわからない。夢の中に出てきて助けを求める。
コロボックル
女神様を慕っている。女神様と同様今はどこにいるかわからない。